# ヴェールト
ヴェールト（オランダ語: Weert [ʋeːrt] ( 音声ファイル); リンブルフ語: Wieërt [βiəʀt]）は、オランダ南東部の都市および基礎自治体（ヘメーンテ）。リンブルフ州に属する。ザウト・ウィレムスファールト運河が流れている。

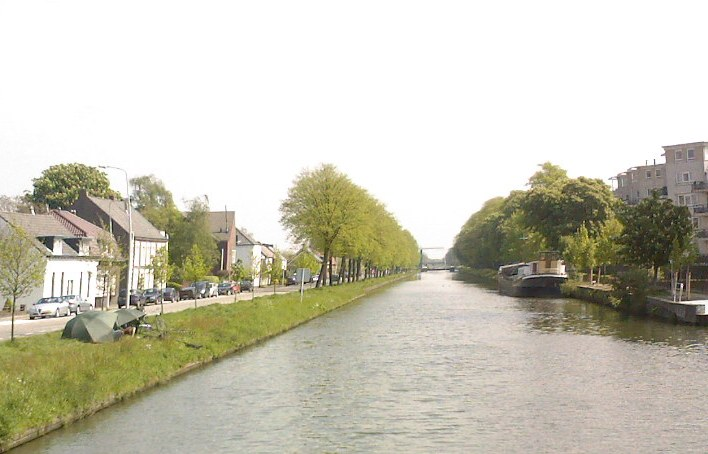
ザウト・ウィレムスファールト運河

## 人口集積地
- 古いヴェールトヘザー (Altweerterheide)
- ラール (Laar)
- ストランプロイ (Stramproy)
- ブラックスワンプ (Swartbroek)
- タンゲルロイ (Tungelroy)
- ヴェールト (Weert)

## ヴェールト市
1414年に都市権を得た。

## 交通

### 鉄道

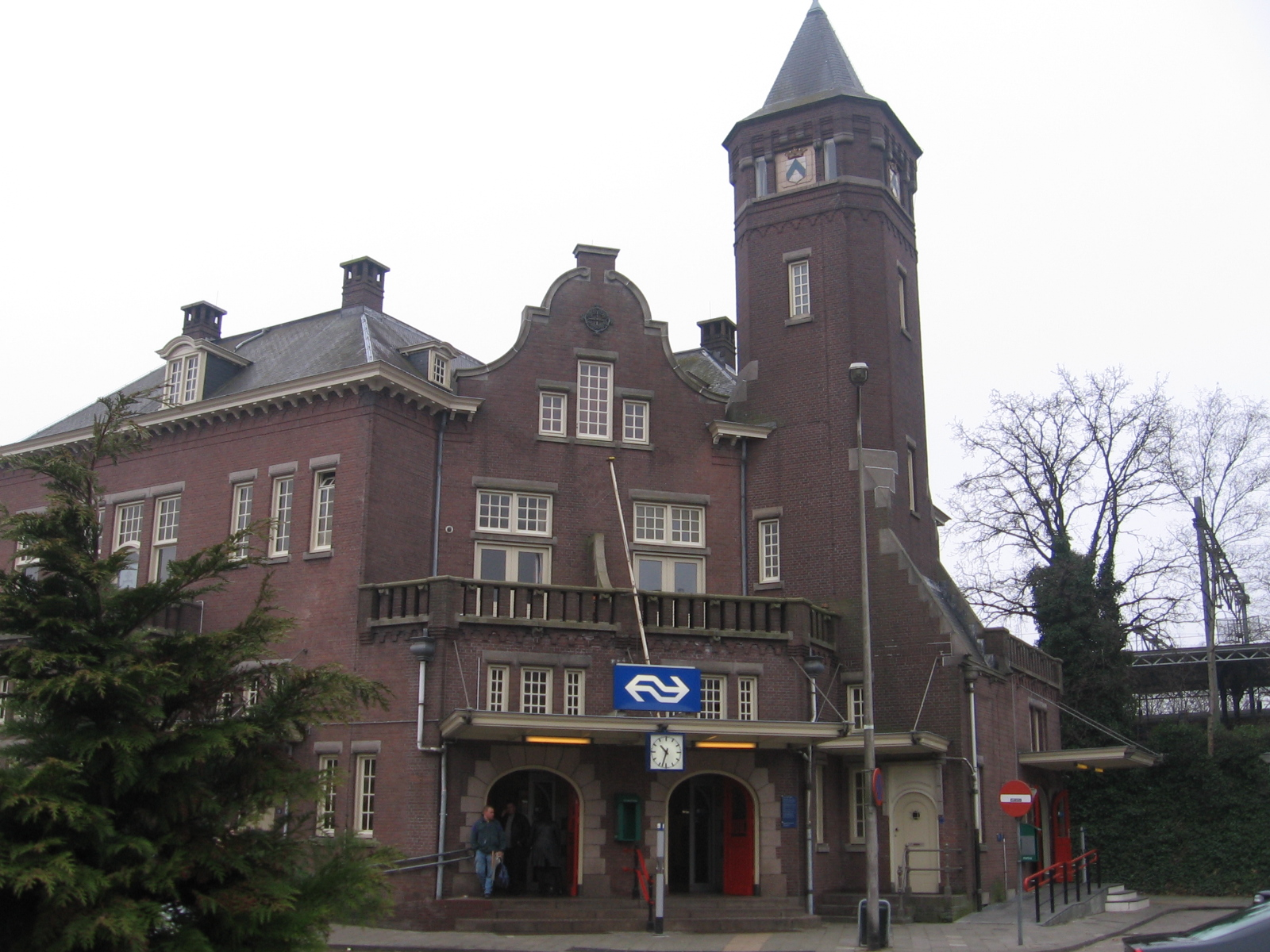
ヴェールト駅

- ヴェールト駅

## 出身者
- フランク・ファン・カウウェン - サッカー選手
- チャン・シャルケン - テニス選手